# Patrick Head
Patrick Head, Kt. (Farnborough, 5 de junio de 1946), es un ingeniero y ejecutivo 
británico, cofundador y exdirector de ingeniería del equipo Williams de Fórmula 1. Durante 27 años a partir de 1977 fue director técnico de Williams, y responsable de muchas innovaciones dentro de la Fórmula 1. Fue supervisor jefe en el diseño y la construcción de coches de Williams hasta mayo de 2004, cuando su papel fue entregado a Sam Michael.
Después de haber decidido en contra de una carrera en la Marina Real, Patrick Head se graduó de la Universidad College de Londres en 1970 con una licenciatura en ingeniería mecánica. De inmediato se unió al fabricante del chasis, Lola, en Huntingdon, y fue durante este período cuando Patrick y Frank Williams se conocieron.

## Participación en Williams

### Comienzos
En 1976, Patrick fue abordado por Williams para encabezar el departamento de diseño de lo que se convirtió, al año siguiente, Williams Grand Prix Engineering. El equipo compitió como un cliente de chasis, pero, en 1978, Head diseñó el FW06 hizo su debut en carrera.
El efecto suelo del Williams FW07 que vino después y el coche tomó la primera victorias del equipo en su carrera 113 en el Gran Premio de Gran Bretaña de 1979. Cuatro victorias más siguieron esa temporada, lo que resultó en Williams terminara noveno en el Campeonato de Constructores.

### 1980-2000
En 1980 Patrick tomó a Alan Jones y el equipo para los dos títulos mundiales, asegurando a Williams como un front-runner. A medida que más éxito seguido en los años 80, Patrick se apartó de diseño de los coches y se creó el cargo de Director Técnico. Él supervisó los procesos de diseño, construcción, pruebas y carreras, que reúne a todas las disciplinas.
Fue durante los años 80 que Patrick fue acreditado con muchos conceptos revolucionarios, entre ellos un auto de seis ruedas, que probó en el 82, y la transmisión continuamente variable, que sustituyó a la caja de cambios convencional del coche. Sin embargo, ninguno de estos sistemas lo pudo implemetar debido a cambios en las reglas.
En 1986, después del accidente de Frank Williams, camino del coche, Patrick se vio obligado a asumir el control del equipo. Bajo su dirección temporal, el equipo se aseguró los "títulos" en 1986, tanto el de constructores y el de Pilotos (con Nelson Piquet) en el 87.
En 1990, Williams contrató al ingeniero Adrian Newey. Tanto él como Patrick rápidamente formaron la asociación de diseño excepcional de la década. Con sus coches logró un nivel de dominio nunca antes visto, y no se repitió hasta la era Ferrari / Schumacher una década después. En el período de siete años entre 1991 y '97, Williams tuvo 59 victorias ', cuatro títulos de pilotos y cinco títulos de Constructores.

#### Accidente de Ayrton Senna
En abril de 2007 el diario italiano Gazzetta dello Sport informó que un tribunal de Bolonia había llegado a la conclusión que una falla técnica fue responsable del accidente mortal de Ayrton Senna en el Gran Premio de San Marino de 1994. Según la ley italiana la responsabilidad de un accidente de este tipo tiene que ser probado, pero no se tomaron medidas contra el jefe de diseño del equipo Williams F1, Adrian Newey, o su director técnico Patrick Head, ninguno de los cuales asistieron a la audiencia en la corte. Las conclusiones del Tribunal se harán públicos 13 años después del accidente y el caso fue cerrado.
El Tribunal de Apelación italiano, el 13 de abril de 2007, declaró lo siguiente en la sentencia número 15050: «Se ha determinado que el accidente fue causado por un fallo en la columna de dirección. Este problema es debido a modificaciones mal ejecutadas y un error de diseño y la responsabilidad de esta recae sobre Patrick Head, culpable del control omitido». Incluso de ser encontrado responsable por el accidente de Senna, Head no fue detenido porque en Italia, el plazo de prescripción para el homicidio imprudencial es de 7 años y 6 meses, y el veredicto final fue pronunciado 13 años después del accidente.

### Retiro de la Junta de Directores
La compañía siguió creciendo en los años siguientes y Patrick cambió su rol de Director Técnico a Director de Ingeniería y el 31 de diciembre de 2011 se retira de la Junta de Directores WGPH. Continúa en su papel como Director de la Junta de Williams Hybrid Power Limited, una filial del equipo de F1 que desarrolla y produce tecnologías híbridas.
Head fue nombrado Knight Bachelor del Reino Unido en 2015, por lo que recibe tratamiento de "Sir".